# Оонґа
О́онґа (ест. Oonga küla) — село в Естонії, у волості Ляене-Ніґула повіту Ляенемаа.

## Населення
Чисельність населення на 31 грудня 2011 року становила 15 осіб.

## Географія
Населений пункт межує з селами Керавере, Тука та Лійвакюла.
Через село проходить автошлях 31 (Хаапсалу — Лайкюла).

## Історія
До 21 жовтня 2017 року село входило до складу волості Мартна.